# Archivio Generale della Corona di Aragona

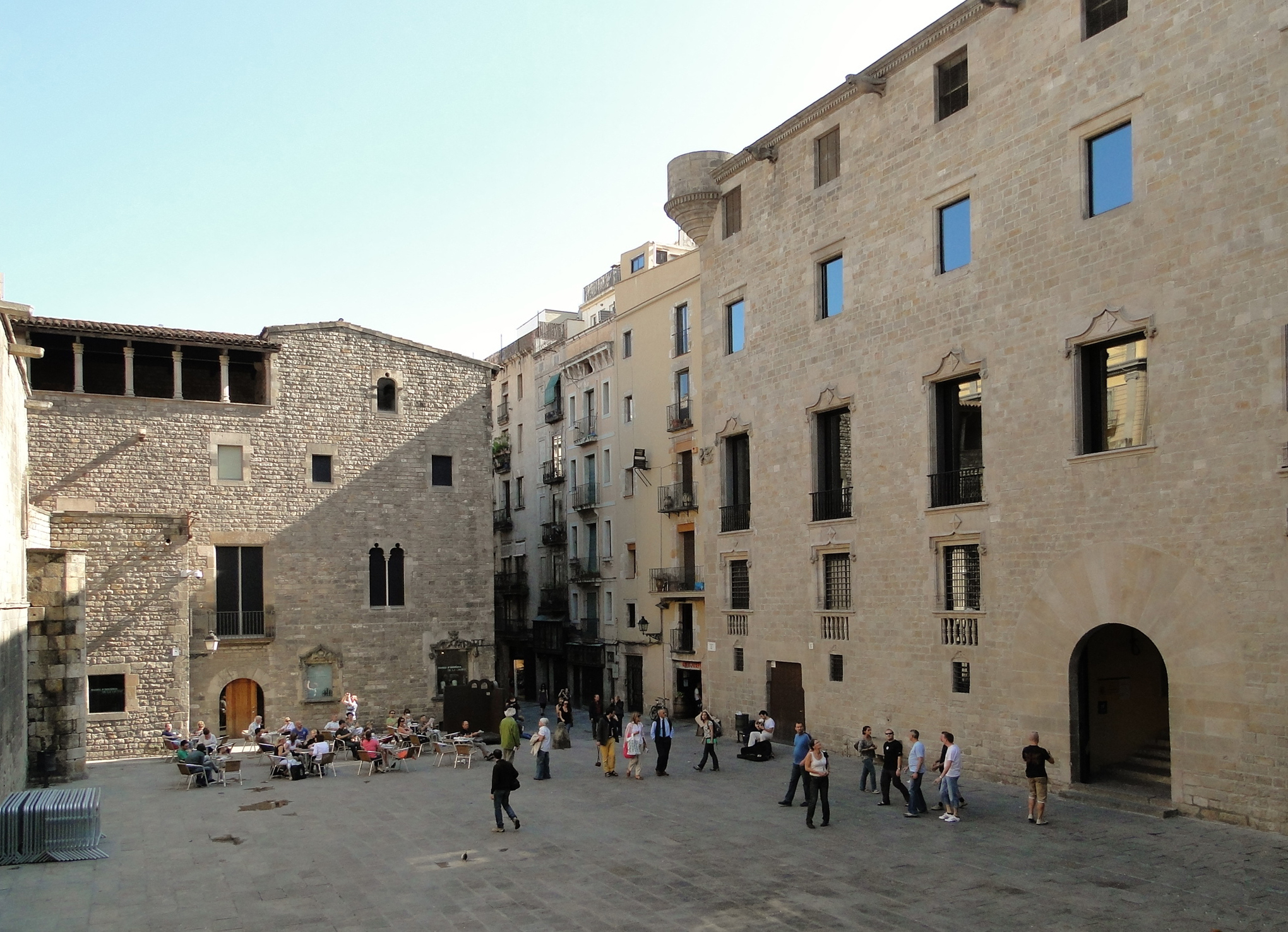
Plaça del Rei su cui si affaccia (a destra nella foto) il Palazzo del Luogotenente

L'Archivio Generale della Corona di Aragona (in spagnolo Archivo General de la Corona de Aragón; in aragonese Archibo d'a Corona d'Aragón; in catalano: Arxiu de la Corona d'Aragó) è uno dei cinque archivi di Stato centrali spagnoli, ed in particolare è quello deputato alla conservazione dei documenti della Corona di Aragona, che comprendeva anche il Regno di Sardegna e per un periodo il Regno di Sicilia. 
L'Archivio ha sede a Barcellona e nel 2007 è stato dichiarato Patrimonio europeo.

## Storia

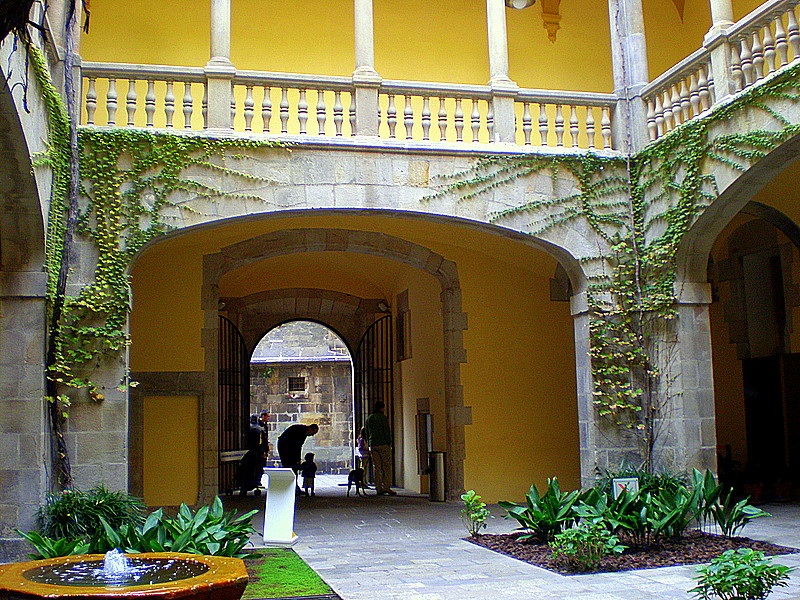
Il patio del Palau del Lloctinent

La prima testimonianza dell'esistenza dell'archivio della Cancelleria del re di Aragona è del 1255 e risultava essere nel monastero di Sijena. Da lì i documenti vennero trasferiti nel 1307 nell'Ospedale dei Cavalieri di San Giovanni a Barcellona e nel 1318 re Giacomo II di Aragona fondò l'Archivio Reale di Barcellona e da questo deriva l'attuale Archivio della Corona d'Aragona
.

## Sede
Dal 1318 al 1993 l'Archivio è stato ospitato nel Palazzo del Luogotenente (Palau del Lloctinent), che è un'ala del Palazzo Reale di Barcellona. Nel 1993 è stata edificata la nuova sede dell'Archivio e la sede nel Palazzo del Luogotenente è rimasta per cerimonie, mostre, conferenze e corsi.

## Patrimonio

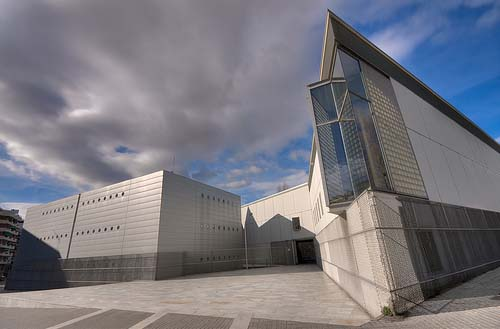
La nuova sede dell'Archivio

Il documento più antico risale all'844, il più antico documento cartaceo al 1178, il più antico scritto in catalano al 1211. I testi in lingua aragonese diventano abbondanti a partire dal secolo XIII.
I fondi dell'Archivio sono suddivisi secondo le istituzioni da cui provengono i documenti:
- Reial cancelleria (IX secolo-1727): Cancelleria della Corona di Aragona
- Mestre Racional (XIII secolo-1716)
- Batllia General de Catalunya (XIII secolo-1910)
- Reial Audiència (1372-1900): tribunale superiore della Corona
- Audiència Criminal de Manresa (1882-1892): tribunale penale
- Consolat de Comerç (1716-1829) e Tribunal de Comercio de Cataluña (1829-1868): tribunale commerciale
- Consiglio di Aragona (secoli XVI-XVII);
- Generalitat de Catalunya (secolo XIV-1716): amministrazione dall Principato di Catalogna;
- Hisenda (secoli XIX-XX): si tratta di un fondo composito, proveniente da amministrazioni minori;.
- Ordini religiosi e militari (secoli IX-XIX): contiene i fondi degli ordini religiosi soppressi e quello del Gran Priorato di Catalogna dell'Ordine di San Giovanni di Gerusalemme;
- Atti notarili (secoli XIII-XIX);
- Fondi diversi: contiene fondi entrati in epoche diverse e di contenuti vari. Di maggior interesse sono i documenti in arabo, greco ed ebraico.

## Bibliografia

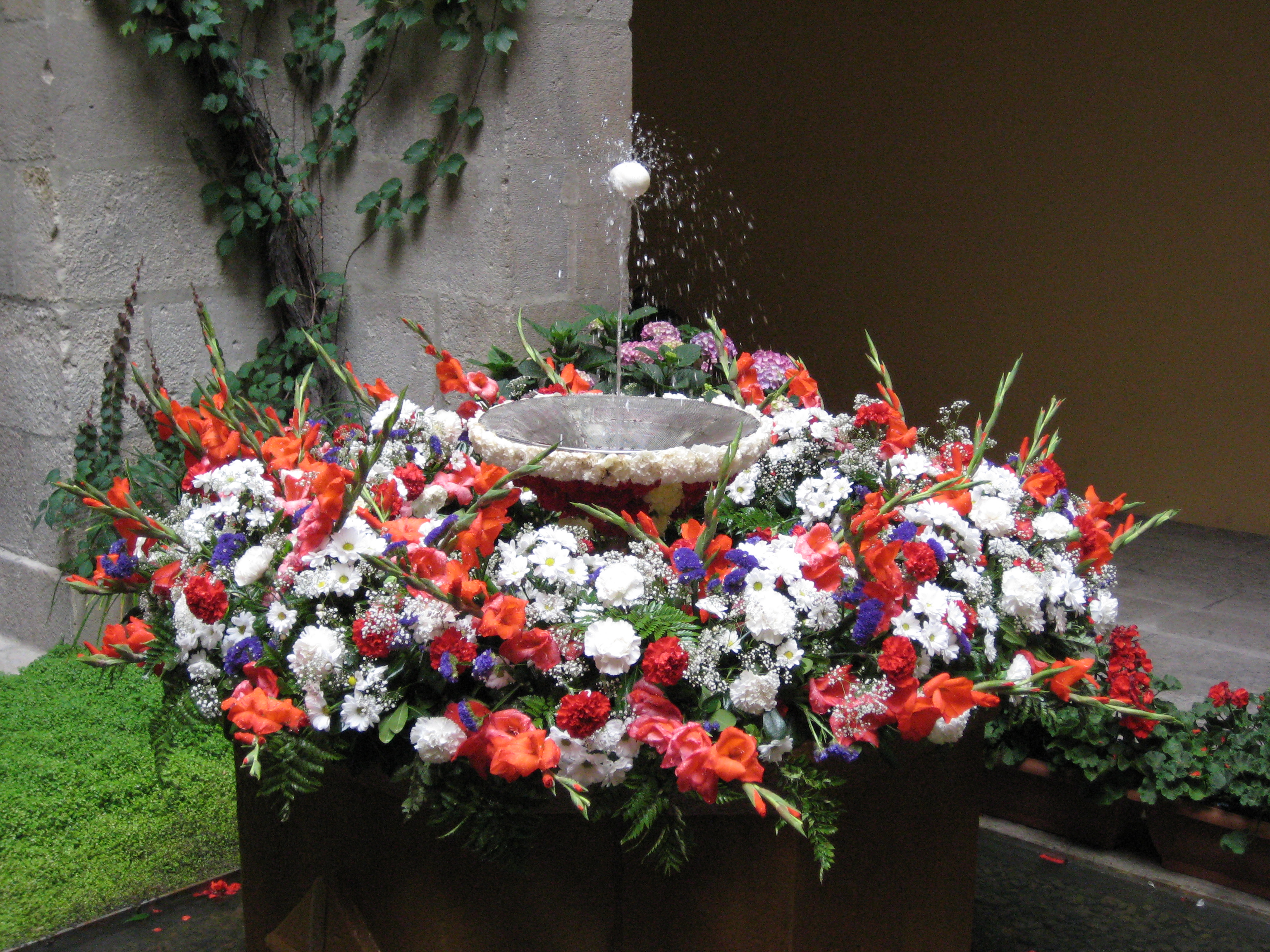
LOu com balla ("uovo che balla") nel Palau del Lloctinent